# Armando García Méndez
Armando García Méndez (28 de diciembre de 1961) es un político mexicano, actualmente miembro del partido Movimiento Regeneración Nacional.
Actualmente es el Presidente Municipal Constitucional de Valle de Chalco Solidaridad y entre sus acciones de trabajo se destaca el apoyo a la educación; labor en la que se ha distinguido por orientar el gasto público en la construcción de infraestructura educativa, consiste en la instalación de arco techos, aulas y el mantenimiento a los planteles educativos de los niveles preescolar, primaria, secundaria y preparatoria.
Para coadyuvar a mejorar la calidad de vida de las familias del municipio, a través del Programa de Mejoramiento Urbano, ha realizado la rehabilitación y recuperación de espacios públicos como parques, unidades deportivas, plazas cívicas, delegaciones y jardines, además de trabajos de bacheo, mantenimiento de luminarias, desazolve y balizado en las principales avenidas, lo que ha servido para mejorar la movilidad e imagen urbana de las colonias.
Otra de las líneas de su trabajo como alcalde, ha sido el rescate del patrimonio cultural, arqueológico y natural de Valle de Chalco; tarea que ha realizado mediante gestiones ante los gobiernos federal y estatal para rescatar el cuerpo de agua de la laguna de Xico.
En ese sentido, destaca la inauguración del Parque de la Ciencia, importante obra realizada con apoyo del gobernador del Estado de México, Alfredo Del Mazo Maza, y que coadyuvará en la conservación del ecosistema lacustre, además de alentar la creación de empleo y estimular la actividad turística en la zona oriente de la metrópoli.
A través de la promoción de los derechos humanos, ha fomentado diversas acciones para proteger los derechos de las mujeres y adolescentes mediante campañas de capacitación gratuita para estimular su empoderamiento, y mediante la organización de festivales artísticos y culturales, ha conseguido incentivar la riqueza de los pueblos indígenas y sus tradiciones, además de fomentar el derecho y respeto a la identidad de la comunidad LGBTTTQ+I.
En materia de seguridad pública ha promovido, mediante la coordinación con la jefa de gobierno de la Ciudad de México, Claudia Sheimbaum Pardo, y el gobernador del Estado de México, Alfredo Del Mazo Maza, además de la participación de las autoridades de las alcaldías de Tláhuac, Iztapalapa, Iztacalco, Venustiano Carranza; y Presidencias Municipales de La Paz, Ixtapaluca y Chalco, la estrategia “Zaragoza segura”; una iniciativa que establece operativos de revisión de manera permanente y aleatoria, en diversos puntos de las calzadas Ignacio Zaragoza y Ermita Iztapalapa, con el propósito de garantizar la tranquilidad de los usuarios del transporte público de pasajeros.
Además, ha sido el principal impulsor para desarrollar una política de carácter metropolitano que permita diseñar soluciones a las problemáticas de servicios públicos, transporte, movilidad y seguridad pública en la zona oriente; esfuerzo, a través del cual, logró la firma de un convenio de colaboración y coordinación, único en su tipo entre alcaldías de la Ciudad de México y municipios del Estado de México para trabajar en conjunto en estos temas.